# محمد بن بغا الكبير
أبو نصر محمد بن بغا الكبير كان ضابطاً عسكرياً تركياً في القرن التاسع في خدمة جيش الخلافة العباسية.

## سيرة شخصية
وهو ابن بغا الكبير، وهو جندي تركي من العبيد وجنرال بارز في الجيش. تم ذكره لأول مرة خلال الحرب الأهلية 865-866، عندما كان مسؤولاً عن الاستيلاء على مدينة الأنبار والدفاع عنها نيابة عن المعتز. لعب لاحقًا دوراً رائدًا في عزل الخليفة المعتز بالله عام 869، عندما ترأس هو وصالح بن وصيف وبياقباك الحزب التركي الذي اعتقل الخليفة وقاموا بتعذيبه في الصحراء ثم قتله عطشاً. وبعد وصول شقيقه موسى بن بغا إلى سامراء في نفس العام، انضم محمد إلى جانبه وتم تصنيفه لاحقًا كأحد كبار القادة في فصيله.

## نهايته
أثناء انقطاع العلاقات بين الخليفة المهتدي بالله والقيادة التركية في يونيو/حزيران 870، تعرض محمد وأخيه لغضب أهالي سامراء ضدهم بعد اتهامه هو وأخيه موسى بمصادرة الإيرادات، تم القبض على محمد ووضعه في السجن، وتم إعدامه بعد ذلك بوقت قصير. وساهم مصيره في قرار أفواج سامراء بإسقاط المهتدي في وقت لاحق من ذلك الشهر.  

## ملحوظات
1. ↑  Gordon 2001، صفحة 223.
2. ↑  Al-Tabari 1985–2007، v. 35: pp. 76, 84, 93.
3. ↑  Gordon 2001، صفحات 101-02.
4. ↑  Al-Tabari 1985–2007، v. 35: p. 164; v. 36: pp. 75, 80, 82, 85, 87.
5. ↑  Gordon 2001، صفحات 103-04, 124.
6. ↑  Zetterstéen & Bosworth 1993، صفحة 477.
7. ↑  Al-Tabari 1985–2007، v. 36: pp. 91 ff..